# Gilles Deleuze
Gilles Deleuze (Parigi, 18 gennaio 1925 – Parigi, 4 novembre 1995) è stato un filosofo francese.
In ragione dei suoi lavori Differenza e ripetizione (1968) e Logica del senso (1969), Michel Foucault scrisse la celebre frase: «un giorno, forse, il secolo sarà deleuziano». Benché ascritto all'ambito dei filosofi post-strutturalisti, il pensiero di Deleuze risulta in realtà di difficile classificazione.

## Biografia
Gilles Deleuze nacque in una famiglia della classe media di Parigi, città in cui visse gran parte della sua vita. Parte dei suoi studi si svolse durante la seconda guerra mondiale presso il Lycée Carnot. Durante l'occupazione nazista, Georges, suo fratello, fu arrestato per la partecipazione alla resistenza francese e morì durante il trasferimento in un campo di concentramento. Nel 1944 Deleuze si iscrisse alla Sorbona. Fu allievo di importanti professori come Georges Canguilhem, Jean Hyppolite, Ferdinand Alquié, Maurice de Gandillac, Jean Wahl e Maurice Merleau-Ponty, i quali fecero maturare in lui un particolare interesse per la storia della filosofia e per i movimenti filosofici contemporanei, interesse che egli integrò avvicinandosi a intellettuali extra-accademici come Jean-Paul Sartre.
Sempre alla Sorbona conobbe anche il futuro romanziere Michel Tournier, Michel Butor e altri intellettuali. Durante questo periodo di studi frequenta il castello di La Fortelle, dove venivano organizzati incontri culturali ai quali ebbero modo di partecipare Jacques Lacan e Pierre Klossowski. Nel 1948 conseguì la laurea in filosofia e l'abilitazione al suo insegnamento nei licei, e dal 1948 al 1957 svolse la professione di insegnante in alcuni licei parigini. Nel 1953 pubblica la sua tesi su David Hume, intitolata Empirismo e soggettività e dedicata a Jean Hyppolite. Nel 1956 si sposa con Denise Paul 'Fanny' Grandjouan dalla quale ha la figlia Emilie e il figlio Julien.
Fino al 1960, è assistente di storia della filosofia alla Sorbona, e poi, fino al 1964, ricercatore presso il Centre National de la Recherche Scientifique. In questo periodo pubblica il fondamentale Nietzsche e la filosofia e incontra per la prima volta Michel Foucault. Nel 1964, viene nominato docente universitario all'Università di Lione, dove insegnerà fino al 1969. Nel 1968 pubblica le sue due tesi di dottorato: Differenza e ripetizione e Spinoza e il problema dell'espressione. Nel 1969, anno in cui conosce Félix Guattari, pubblica Logica del senso e si trasferisce nel nuovo polo universitario di Paris VIII: Vincennes. Qui Deleuze rimase fino al pensionamento.
È morto suicida nel 1995, gettandosi dalla finestra del suo appartamento in rue de Bizerte, dopo aver sofferto di una lunga malattia polmonare che gli aveva impedito, negli ultimi anni, di parlare o scrivere liberamente, a causa della tracheotomia e delle operazioni cui si era dovuto sottoporre. Era ateo. È sepolto a Saint Leonard de Noblat.

## La collaborazione con Guattari
Dopo il maggio parigino del '68 Deleuze comincia una collaborazione con lo psicoanalista e psichiatra Félix Guattari attivo alla clinica d'avanguardia di La Borde e militante politico dell'estrema sinistra. Così dopo aver scritto saggi che riprendevano i suoi corsi universitari, dedicati allo studio dell'empirismo, del bergsonismo, dell'espressione in Spinoza e soprattutto del pensiero di Friedrich Nietzsche, improvvisamente Deleuze acquista notorietà anche in ambito extra-accademico con due opere di grande respiro e complessità: L'Anti-Edipo (1972) e il suo seguito Mille piani (1980), sottotitolate entrambe Capitalismo e schizofrenia.
Bersaglio critico principale de L'Anti-Edipo è la psicoanalisi, accusata di "familiarismo", ovvero di ripiegare il desiderio, geneticamente rivoluzionario e creatore di nuovi ordini, sul cosiddetto "romanzo familiare": l'Edipo. In altri termini l'accusa rivolta agli psicoanalisti è di aver depotenziato il concetto d'inconscio, finendo così con l'asservire la psicoanalisi ai dispositivi di potere dello Stato, della Chiesa e del Mercato. In questi due libri Guattari e Deleuze gettano le basi per una nuova disciplina: la schizoanalisi, ovvero una sorta di analisi del funzionamento delle istituzioni viste alla luce dei rapporti di potere che esse sviluppano con individui e società. Al successo dei libri, seguono precisazioni e interviste.
Importante anche l'ultimo libro scritto insieme dalla coppia Deleuze-Guattari nei primi anni novanta: Che cos'è la filosofia?
In questo testo i due autori chiariscono ciò che c'è in comune e ciò che vi è di differente fra tre delle discipline della conoscenza: filosofia, arte e scienza. Ciò che queste discipline hanno in comune è un certo rapporto nei confronti del caos. Ognuna di queste differenti modalità della conoscenza, secondo Deleuze e Guattari, si configura come una risposta specifica alla caoticità essenziale dell'essere, ognuna cerca di effettuare un taglio nel caos, strappando da questo una porzione di ordine e cercando di creare un senso. La creatività sarebbe l'aspetto comune a tutte e tre le discipline, tanto che tutte e tre potrebbero essere definite come delle arti. La filosofia sarebbe l'arte di creare concetti, la scienza l'arte di inventare funtivi cioè un nuovo uso e senso per delle funzioni, l'arte tout court (pittura, scultura, ecc.) invece si occupa di creare affetti e percetti, cioè oggetti che siano aggregati di sensazioni e percezioni e che li condensino nel tempo.

## Per un pensiero rizomatico
Fra i tanti residui sistemici che rientrano nella critica condotta da Deleuze, sono presenti anche quelli di concetto e senso, intesi tradizionalmente. Includendo tali fattori, si potrebbe dire che ciò che viene criticato è de facto l'istituzione dialettica dominante dopo Hegel, il senso della storia, la linearità del concetto nella sua evoluzione storica. Ebbene, a tale forma di pensiero tutto storico, costretto e addensato nell'alveo duro della storicità, Deleuze oppone e propone un pensiero rizomatico. Il nome fa riferimento a radicelle vegetali, come quelle della gramigna, che si originano in un unico punto per poi dispiegarsi apertamente in molteplici direzioni. Fuor di metafora, un pensiero rizomatico avrebbe fondamentalmente il carattere di consentire una circolazione aperta fra i concetti, favorendo percorsi differenziati e connessioni inedite. Il senso tradizionale dell'univocità del significato, così come la deterministica produzione dialettica della forma concettuale verrebbero meno, istituendo la non-relazione del pensiero aperto.
In termini più semplici: si potrebbe dire che Deleuze intende opporre all'albero il rizoma. Il primo rappresenterebbe il paradigma tradizionale della conoscenza filosofica che, a suo parere, si avvale di questo modello verticale (e quindi autoritario) dell'albero (anche inteso come albero genealogico) per rappresentare in modo univoco e unidirezionale il senso dei collegamenti tra i vari autori (oppure a dei vari concetti filosofici e le loro derivazioni). Il secondo invece vorrebbe mettere in gioco un paradigma più orizzontale (e pertanto meno autoritario) espresso (per restare nella metafora botanica) proprio dal rizoma. Quest'ultimo modello risulterebbe anche più coerente con l'idea di una filosofia nomade e la teoria d'una diffusione dei concetti e delle idee "per contagio" che ha caratterizzato molte pagine della sua opera.
A Gilles Deleuze si deve anche l'invenzione durante gli anni Settanta del concetto di pop-filosofia che consiste principalmente nell’affermare una possibile connessione tra la filosofia e la cultura popolare intesa come l’insieme della produzione culturale di massa del mondo contemporaneo.

## L'alba di una contro-cultura
Oltre a scrivere di filosofia, scrisse anche di letteratura, cinema, politica e arte ma è, secondo Deleuze, nella lettura di Nietzsche che hanno radice i temi che hanno segnato il suo pensiero.
"Questa è forse la maggiore profondità di Nietzsche, la misura della sua rottura con la filosofia: aver fatto del pensiero una potenza nomade. E anche se il viaggio è immobile, da fermo, impercettibile, imprevisto, sotterraneo, dobbiamo chiederci quali sono oggi i nostri nomadi, chi sono veramente i nostri nietzschiani." (Dall'intervento di Deleuze al convegno di Cerisy-La-Salle sul tema "Nietzsche" del 1972)
In questo stesso intervento, Deleuze mette in guardia dal considerare i tre maestri della cosiddetta "scuola del sospetto" Marx - Nietzsche - Freud come "alba" della cultura contemporanea: "Può ben darsi che Marx e Freud siano l'alba della nostra cultura, ma Nietzsche è un'altra cosa, è l'alba di una contro-cultura". [...] perché "se si considera non la lettera di Marx e Freud ma il divenire del marxismo e del freudismo" si vede che essi hanno esorcizzato ogni carica eversiva del pensiero dei loro iniziatori, in quanto hanno fatto funzionare il marxismo e la psicoanalisi come mezzi di ristabilimento di codici (lo stato, l'economia, la famiglia) mentre Nietzsche è proprio il contrario, la negazione di tutti i codici, la rivendicazione di un nomadismo del pensiero e della vita. C'è qui un'esplicita distinzione tra significato originario del messaggio di Marx e Freud e gli sviluppi istituzionalizzati delle loro "scuole".
Le sue opere principali sono: Nietzsche e la filosofia (1962), Differenza e ripetizione (1968), Spinoza e il problema dell'espressione (1968), Logica del senso (1969). Fondamentali in ambito critico-letterario sono lo studio su Marcel Proust, Marcel Proust e i segni (1966) e quello su Franz Kafka (insieme con Guattari), Kafka. Per una letteratura minore (1975), così come alcune pagine su Lewis Carroll, Samuel Beckett, Leopold von Sacher-Masoch, Herman Melville, Raymond Roussel, Carmelo Bene e Alfred Jarry. Molto interessanti anche i lavori che il filosofo ha dedicato al cinema in generale e all'arte di Francis Bacon.

## Critiche dalle scienze "dure"
Nel 1997 i fisici Alan Sokal e Jean Bricmont dedicarono un capitolo del loro libro Impostures intellectuelles all'utilizzo maldestro e incauto che Deleuze fece della matematica e della fisica in alcuni dei libri che, da solo o in collaborazione con Félix Guattari, lo resero famoso a partire dai tardi anni Sessanta. Gli autori illustrano (cfr. ad esempio le pagg. 154-168 della prima edizione americana) l'imprecisione e la confusione nell'utilizzo di termini fisici o matematici (come funzione, ascissa, caos, infinito, velocità, costante universale, cardinali transfiniti, teoremi di Gödel, geometria riemanniana, ...) e la quasi completa mancanza di chiarezza nel collocare quei concetti, sia in senso letterale sia anche solo metaforicamente, nei contesti in corso di trattazione.
Nel libro Scienza intensiva e filosofia virtuale del 2013, Manuel De Landa smentisce le critiche di Sokal e Bricmont spiegando in maniera dettagliata i concetti matematici e fisici utilizzati da Deleuze e le ragioni per le quali il filosofo francese vi fa ricorso.

### Scritti di Gilles Deleuze
- (con André Cresson) David Hume (1952), tr. a cura di Filippo Domenicali, Orthotes, Napoli-Salerno 2021.
- Empirismo e soggettività. Saggio sulla natura umana secondo Hume (1953), tr. Marta Cavazza, Cappelli, Bologna 1981 e Cronopio, Napoli 2000. Nuova edizione a cura di Filippo Domenicali, Orthotes, Napoli-Salerno 2018.
- Istinti e istituzioni. (1955), a cura di Katia Rossi e Ubaldo Fadini, Mimesis, Milano-Udine 2014.
- Nietzsche e la filosofia (1962), tr. Salvatore Tessinari, Colportage, Firenze 1978 e tr. Fabio Polidori, Feltrinelli, Milano 1992; poi Einaudi, Torino 2002.
- La filosofia critica di Kant. Dottrina delle facoltà (1963), tr. Marta Cavazza, Cappelli, Bologna 1979 e Cronopio, Napoli 1997. Nuova ed. a cura di Filippo Domenicali, Orthotes, Napoli-Salerno 2019.
- Marcel Proust e i segni (1966), tr. Clara Lusignoli, Einaudi, Torino 1967, n.ed. tr. Daniela De Agostini (ivi, 1976).
- Nietzsche. Con antologia di testi (1971), tr. Franco Rella, Bertani, Verona 1973 e SE, Milano 1997.
- Il bergsonismo e altri saggi (1966), tr. Federica Sossi, Feltrinelli, Milano 1983; n.ed., con testi aggiunti, tr. Deborah Borca (Einaudi, Torino 2001).
- Presentazione di Sacher-Masoch (1967), tr. Mario de Stefanis, Bompiani, Milano 1977, n.ed. con il titolo: Il freddo e il crudele, tr. Giuseppe De Col, SE, Milano 1991.
- Différence et Répétition, Paris: PUF 1968;
  - trad. it. di Giuseppe Guglielmi, Differenza e ripetizione, Bologna: il Mulino 1972;
  - trad. it. di Giuseppe Guglielmi, rivista da Giuliano Antonello e Anna Maria Morazzoni, Milano: Raffaello Cortina 1997.
- Spinoza et le problème de l'expression, Paris: Minuit 1968.
  - tr. it. di Saverio Ansaldi, Spinoza e il problema dell'espressione, Macerata: Quodlibet 1999, 20202.
- Logica del senso (1969), tr. Mario de Stefanis, Feltrinelli, Milano 1976.
- Filosofia e minorità (1978), traduzione e note di Marco Baldino, "Tellus. Rivista italiana di geofilosofia", n. 23, 2001.
- Francis Bacon. Logica della sensazione (1981), tr. Stefano Verdicchio, Quodlibet, Macerata 1995.
- L'immagine-movimento. Cinema 1 (1983), tr. Jean-Paul Manganaro, Ubulibri, Milano 1984.
- L'immagine-tempo. Cinema 2 (1985), tr. Liliana Rampello, Ubulibri, Milano 1989.
- Foucault (1986), tr. Pier Aldo Rovatti e Federica Sossi, Feltrinelli, Milano 1987, Cronopio, Napoli 2002. Nuova ed. a cura di Filippo Domenicali, Orthotes, Napoli-Salerno 2018.
- Che cos'è l'atto di creazione? (1987), tr. Antonella Moscati, Cronopio, Napoli 2003.
- La piega. Leibniz e il barocco (1988), tr. Davide Tarizzo, Einaudi, Torino 2004.
- Pericle e Verdi (1988), tr. Antonella Moscati, Cronopio, Napoli 1996.
- Pourparler (1972-90), 1990, tr. Stefano Verdicchio (Quodlibet, Macerata 2000)
- Gilles Deleuze e Fanny Deleuze, Introduzione all'Apocalisse di D.H. Lawrence (1978), n.ed. rivista da Gilles Deleuze (1993).
- L'esausto (1992), tr. Ginevra Bompiani, Cronopio, Napoli 1999.
- Critica e clinica (1993), tr. Alberto Panaro. Raffaello Cortina, Milano 1996.
- L'isola deserta e altri scritti 1953-74 (2002), tr. Deborah Borca, Einaudi, Torino 2007.
- Due regimi di folli. Saggi e interventi 1975-1995 (2003), tr. Deborah Borca, Einaudi, Torino 2010.
- Cosa può un corpo? - Lezioni su Spinoza, tr. e prefazione di Aldo Pardi, ombre corte, Verona 2007. Contiene lezioni tenute tra il 1978 e il 1981.

### Scritti con Félix Guattari
- L'Anti-Edipo (1972), volume I di Capitalismo e schizofrenia, tr. Alessandro Fontana, Einaudi, Torino 1975.
- Kafka. Per una letteratura minore (1975), tr. it. di Alessandro Serra, Feltrinelli, Milano 1975;
  - rist. Macerata: Quodlibet 1996.
- Rizoma (1976), tr. Stefano Di Riccio, Pratiche, Parma 1977.
- Mille plateaux. Capitalisme et schizophrénie 2, Paris: Minuit 1980;
  - tr. it. di Giorgio Passerone, Millepiani, Roma: Istituto della Enciclopedia Italiana 1987;
  - rist. Roma: Castelvecchi 2003;
  - ed. rev. da Massimiliano Guareschi, Roma: Castelvecchi 2006;
  - ed. rev. da Massimo Carboni, Roma: Castelvecchi 2010;
  - ed. a cura di Paolo Vignola, Mille piani. Capitalismo e schizofrenia, Napoli-Salerno: Orthotes 2017.
- Che cos'è la filosofia (1991), tr. Angela De Lorenzis, Einaudi, Torino 1996.
- Capitalismo: un delirio molto speciale (intervista), tr. di M. Baldino, "Tellus. Rivista italiana di geofilosofia", n. 22, 2000.

### Scritti con altri autori
- Conversazioni, con Claire Parnet (1977), tr. Giampiero Comolli e Raul Kirchmayr (Feltrinelli, Milano 1980 e Ombrecorte, Verona 2006).
- Sovrapposizioni, con Carmelo Bene, tr. Jean-Paul Manganaro (Feltrinelli, Milano 1978 e Quodlibet, Macerata 2002).
- Bartleby, la formula della creazione, con Giorgio Agamben in "Bartleby o la formula" (Quodlibet, Macerata 1993).

### Corsi tenuti a Paris 8 Vincennes/Saint-Denis
- Anti-Œdipe et Mille Plateaux (1971-1972)
- Anti-Œdipe et Mille Plateaux Archiviato il 23 settembre 2020 in Internet Archive. (1975-1976), parte delle lezioni trasmesse, sottotitolate in italiano, da Fuori Orario[1]; quattro lezioni pubblicate.
- Sur la musique (1977; 1979), lezioni del 08/03/1977, 03/05/1977 e 27/02/1979.
- Sur Kant (3/1978-4/1978), Fuori dai cardini del tempo. Lezioni su Kant, a cura di Sandro Palazzo, Mimesis, Milano 2004.
- Appareils d'Etat et machines de guerre (1979-1980), testo e sonoro.
- Sur Leibniz (4/1980-5/1980), cinque lezioni pubblicate (testo e sonoro), quattro tradotte in italiano.
- Anti-Œdipe et autres réflexions (1980), due lezioni pubblicate (testo e sonoro)  e trasmesse parzialmente, sottotitolate in italiano, da Fuori Orario[2].
- Sur Spinoza (1978; 1980-1981), Cosa può un corpo? Lezioni su Spinoza, a cura di Aldo Pardi, ombre corte, Verona 2007; lezioni pubblicate (testo e sonoro), sei tradotte in italiano, compresa la lezione del 02/12/1980, assente nel libro[3].
- Sur la peinture (1981), testo e sonoro.
- Cours sur le cinéma (1981-1982), testo e sonoro.
- Sur le cinéma: L'image-mouvement et l'image-temps (1982), testo e sonoro.
- Sur le cinéma. Classification des signes et du temps (1982-1983), testo e sonoro.
- Sur le cinéma Vérité et temps, le faussaire] (1983-1984), testo e sonoro.
- Sur le cinéma. L'image-pensée (1984-1985), testo e sonoro.
- Sur Foucault: les formations historiques (1985), Il sapere. Corso su Michel Foucault (1985-1986)/1, trad. di Lorenzo Feltrin, con introduzione di Massimiliano Guareschi, ombre corte, Verona 2014; testo e sonoro.
- Sur Foucault: le pouvoir (1986), Il potere. Corso su Michel Foucault (1985-1986)/2, trad. di Marta Benenti e Marta Caravà, ombre corte, con introduzione di Ubaldo Fadini, Verona 2018;
- La soggettivazione. Corso su Michel Foucault (1985-1986)/3, trad. di Carlotta De Michele, con introduzione di Girolamo De Michele, ombre corte, Verona 2020; testo e sonoro.
- Sur Leibniz: Leibniz et le baroque (1986-1987), testo e sonoro, la lezione del 18/10/1986 è stata trasmessa, sottotitolata in italiano, da Fuori Orario[4].
- http://www.webdeleuze.com/cours/leibniz_libertesr[collegamento interrotto] (1987), testo e sonoro, la lezione del 02/06/1987 è stata trasmessa parzialmente, sottotitolata in italiano, da Fuori Orario[5].
- Altro materiale video: Abecedario di Gilles Deleuze. Intervista con Claire Parnet per la regia di Pierre-André Boutang, DeriveApprodi, Roma 2005.